# Australopithecus
Australopithecus je rod vyhynulých hominidů, žijící v pliocénu a pleistocénu (asi před 4,2–2 miliony let) ve východní, jižní a střední Africe. Jeho zástupci patří k přímým předkům moderního člověka. To však činí rod Australopithecus v jeho tradičním pojetí parafyletickým taxonem, z kladistického hlediska by tak bylo třeba považovat za jeho součást i rody Kenyanthropus, Paranthropus a Homo (druh A. sediba je snad dokonce přímou součástí rodu Homo). Tento článek pojednává o australopitécích v tradičním pojetí, a to včetně druhů jinak vyčleňovaných do rodu Paranthropus.
Australopitékové byli dlouho považováni za nejstarší známé homininy, dokud je geologickým stářím nepřekonaly rody Sahelanthropus, Orrorin a Ardipithecus. Díky přibývajícím nálezům v posledních asi 20 letech se ovšem představy o rodu Australopithecus poměrně výrazně mění a upřesňují.
Nejlépe poznanými představiteli tohoto rodu jsou druhy Australopithecus afarensis z východní Afriky a Australopithecus africanus z Afriky jižní. Ti jsou doloženi značným množstvím ostatků a mohou být jakýmsi modelem pro ostatní druhy, známé často spíše torzovitě.

## Objevy

### První nálezy
První ostatky popsal v roce 1925 Raymond A. Dart. V nálezech zvířecích kostí z vápencových lomů poblíž města Taung (původně Taungs) v tehdejším Bečuánsku objevil taungské dítě - obličejovou část lebky, do níž přesně zapadal detailně dochovaný přirozený výlitek mozkovny. Nález popsal jako Australopithecus africanus (v překladu „jižní opice z Afriky“), a to podle málo očekávaného místa nálezu v Africe, na jižní polokouli.

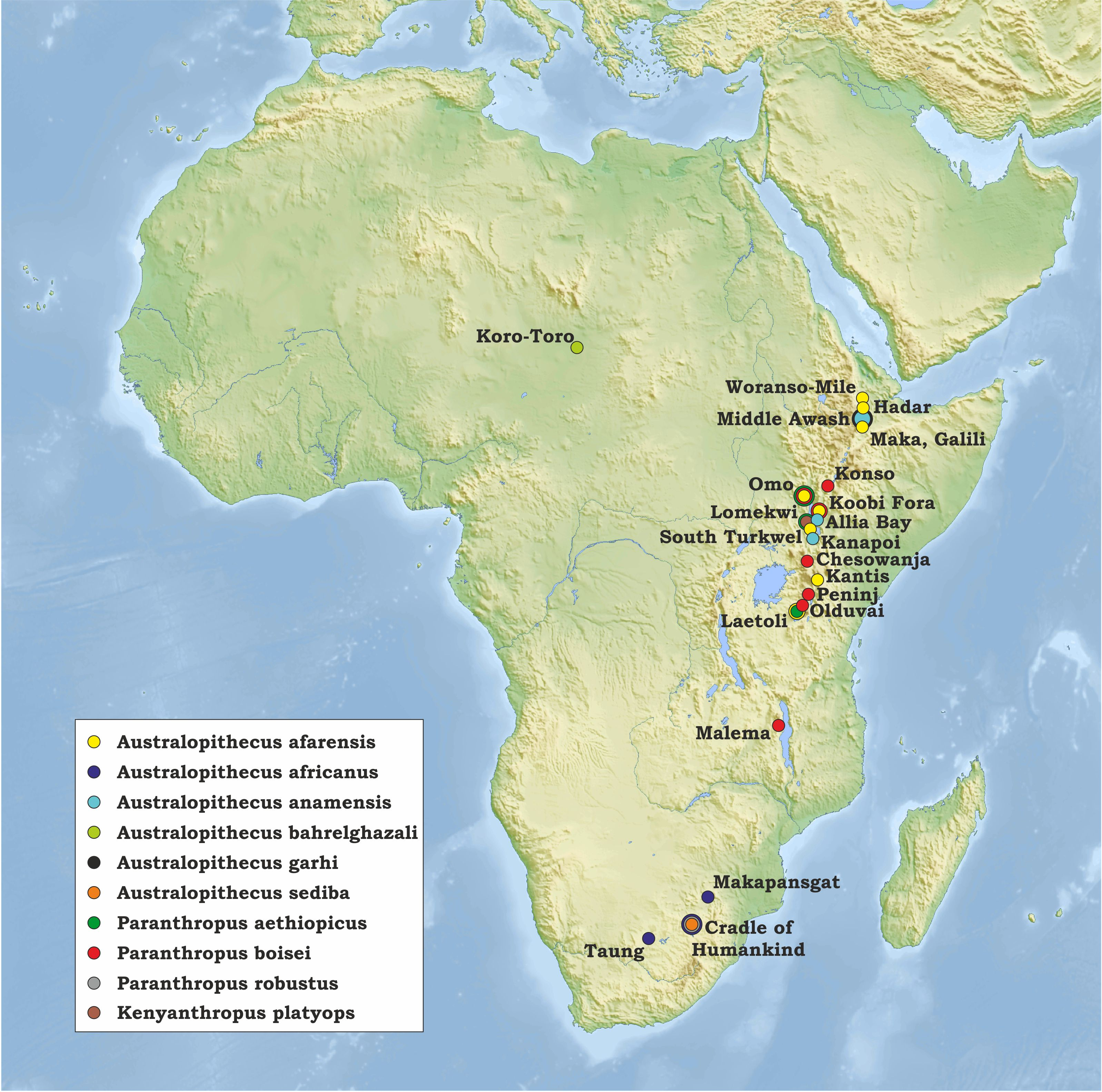
Místa s nálezy rodu Australopithecus

Na počátku 20. století totiž byly doklady pliocenních a pleistocenních hominidů prakticky neznámé. Mnoho badatelů hledalo kolébku lidstva v Asii, kde byly právě odhaleny ostatky starších forem rodu Homo. Na základě podvrženého Piltdownského člověka - upravené lebky středověkého člověka spojené se spodní čelistí orangutana - se navíc pátralo po předcích s velkým mozkem a opičími zuby. Taungské dítě ale bylo přesně opačné - s téměř lidskými zuby a malým mozkem. Pocházelo ze „zaostalé“ Afriky a lebka mláděte i přes dobrou zachovalost nemohla vypovídat o vzhledu dospělých jedinců. Většina „lidských“ znaků tudíž byla přičítána právě nedospělosti jedince. Zpráva o nálezu tak strhla velkou vlnu kritiky a odborná veřejnost taungské dítě coby lidského předka ostře odmítla.

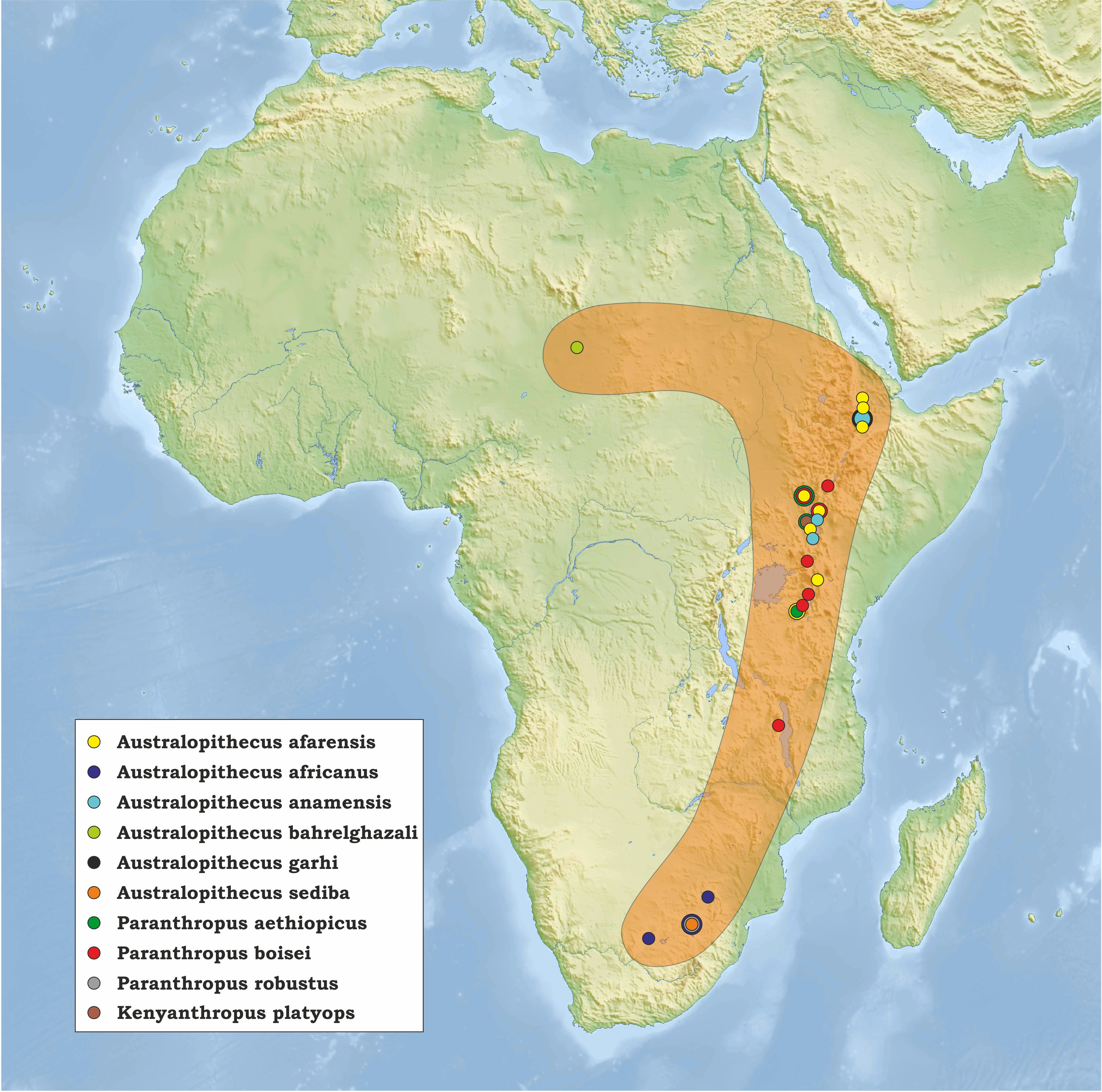
Předpokládané rozšíření rodu Australopithecus

Jedním z mála, kteří názory R. A. Darta podporovali, byl lékař Robert Broom. Ten se po získání práce v Transvaalském muzeu v Pretorii roku 1934 sám pustil do pátrání po dalších ostatcích. V roce 1936 tak ve vápencovém lomu u Sterkfontein zachytil ostatky dospělých jedinců druhu A. africanus a v roce 1938 popsal podle nálezu z Kromdraai nový druh Paranthropus robustus. V roce 1948 byly doklady australopitéků zjištěny také v nedalekých jeskyních Swartkrans a Makapansgat. Význam rodu Australopithecus v lidské evoluci již nebylo možné přehlédnout. Vlna ostrého odporu opadla do konce třicátých let 20. století. Koncem let čtyřicátých již bylo dokladů tolik, že odborná veřejnost konečně začala Dartovy i Broomovy objevy brát vážně.

### Východní Afrika
Přestože i po celou druhou polovinu 20. století probíhaly v jihoafrických krasových jeskyních rozsáhlé systematické výzkumy, vydávající tisíce kostí vyhynulých zvířat a stovky nálezů homininů, jejich význam byl zastíněn překvapivými objevy ve východní Africe.
Ostatky australopitéků byly na východě Afriky nacházeny již od 30. let 20. století, nebyly však zpočátku správně rozeznány. Až výzkumy v druhé polovině 20. století přinesly změnu. Nejprve byl v roce 1959 podle dobře dochované lebky z Olduvajské rokle popsán druh Paranthropus boisei. Množství nálezů tohoto druhu bylo následně získáno také v okolí jezera Turkana - na dolním toku řeky Omo na jihu Etiopie a v oblasti Koobi Fora v Keni.
V 70. letech pak byly téměř současně odhaleny a zkoumány dvě velmi významné lokality – Hadar v Etiopii a Laetoli v Tanzanii. Obě vydaly značné množství ostatků, popsané jako Australopithecus afarensis. Nález kolenního kloubu v Hadaru, ale především objev otisků stop v Laetoli potvrdily v té době ještě nejistou domněnku, že pliocenní homininé již chodili vzpřímeně po dvou končetinách jako moderní lidé. Velmi slavný je nález neúplné kostry samice A. afarensis, která dostala přezdívku Lucy. Její význam spočívá v tom, že nezvykle dobré dochování umožnilo poměrně přesně rekonstruovat celkový vzhled i způsob života časných homininů. I přesto, že později podobných nálezů částečných koster přibylo (jen pro druh Australopithecus afarensis jsou to ostatky velkého samce Kadanuumuu a zhruba tříletého mláděte Selam), Lucy je stále vnímána jako vzorový zástupce australopitéků a je hojně užívána k mnoha srovnávacím analýzám.

Roku 1985 byl na lokalitě Lomekwi při západním břehu jezera Turkana zachycen také další zástupce robustních druhů Paranthropus aethiopicus.

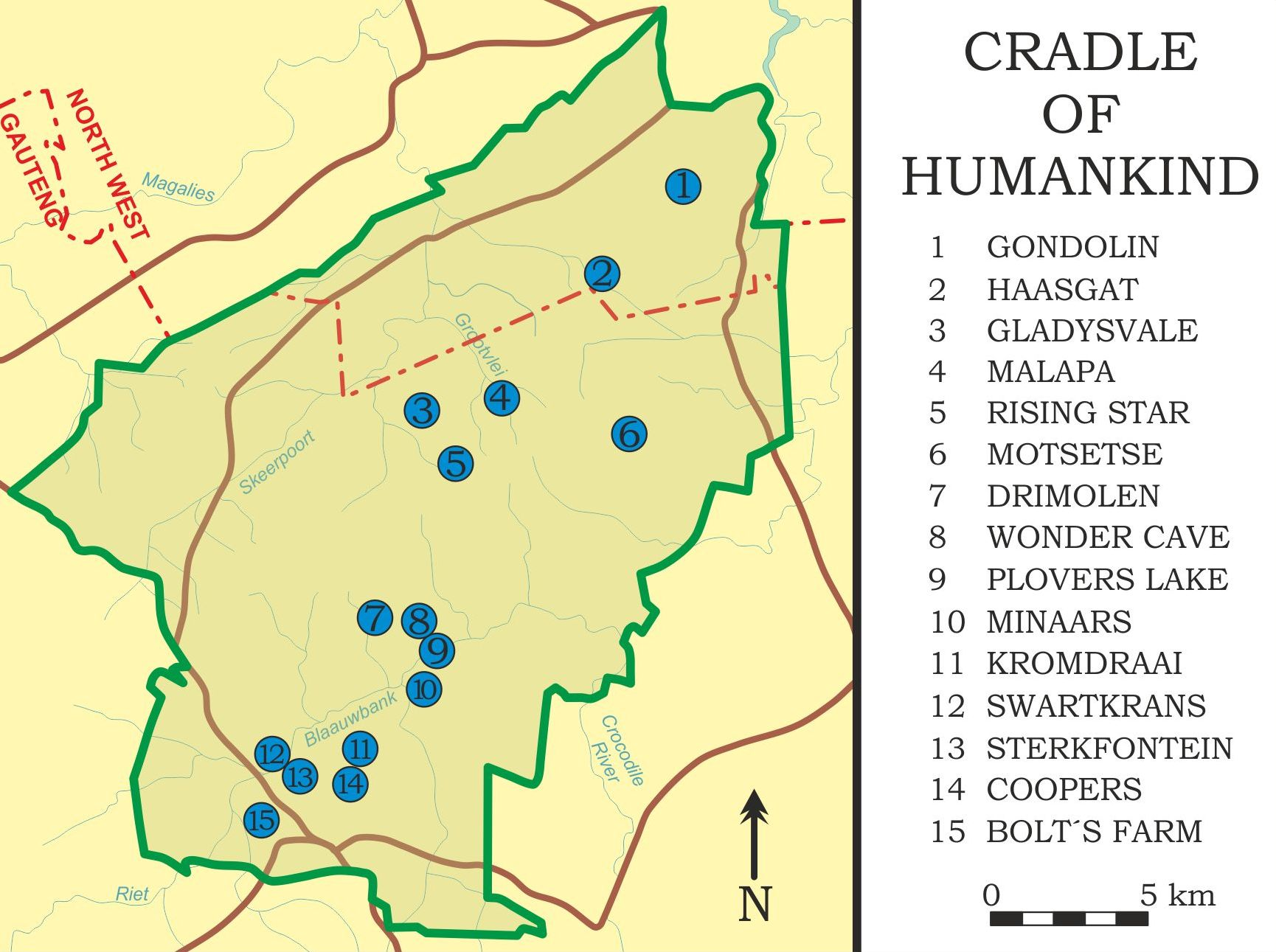
Plán jeskyní v Kolébce lidstva

### Nové poznatky
Přelom 20. a 21. století přinesl v jižní i východní Africe množství nových a často velmi překvapivých nálezů.
Podstatnou měrou byl rozšířen známý areál výskytu druhu P. boisei, když byly jeho ostatky v roce 1993 zachyceny na etiopské lokalitě Konso a roku 1999 na lokalitě Malema až na severu Malawi. Také areál výskytu druhu P. aethiopicus se v roce 2001 významně rozšířil směrem k jihu, a to díky objevům v tanzanském Laetoli.
Množství nově rozeznaných druhů ukazuje, že vývoj homininů byl složitější, než se dříve předpokládalo. Ačkoliv Australopithecus afarensis byl dlouho pokládán za nejstaršího hominina a předka všech mladších druhů včetně člověka, v roce 1994 byl v nálezech z okolí keňského jezera Turkana a z etiopské oblasti Střední Awaš identifikován ještě starší druh, Australopithecus anamensis.
V roce 1995 byla až ve středoafrickém Čadu objevena spodní čelist druhu Australopithecus bahrelghazali. Jedná se o prvního australopitéka známého z prostoru západně od Velké příkopové propadliny. Nález ukazuje, že tento rod musel v minulosti obývat mnohem větší prostor, než se dříve předpokládalo.
Konečně, v letech 1996–1997 byly na poloostrově Bouri v oblasti Střední Awaš odhaleny doklady dalšího a zatím málo známého druhu, pojmenovaného Australopithecus garhi.
Na své plné uznání ještě čekají málo početné ostatky, zachycené roku 2011 v etiopské oblasti Woranso-Mile a Burtele, pro něž byl roku 2015 navržen název Australopithecus deyiremeda.
V jižní Africe došlo k objevům nových jeskynních systémů, vydávajících ostatky australopitéků. Paranthropus robustus byl ve velkém množství zachycen především roku 1994 v Drimolen, odkud pochází i jedna z nejlépe dochovaných lebek australopitéka. Zásadní jsou také nové objevy ve Sterkfontein, které představuje zejména kostra, zvaná Little Foot, zachycená v letech 1994–1999. Zatím však není zcela jasné, zda tato téměř úplná kostra patří stejně jako ostatní nálezy z jeskyně Sterkfontein druhu A. africanus. Velmi významné objevy byly učiněny v roce 2008 i v jeskyni Malapa, v níž byly zachyceny nezvykle početné a hlavně kompletní ostatky nového druhu, pojmenovaného Australopithecus sediba. Ty po důkladném prozkoumání jistě umožní poznat další podrobnosti o životě australopitéků.

### Asijští australopitéci
Vzácné nálezy z ostrova Jáva, datované do spodního pleistocénu (před 1 - 2 miliony let), zavdaly příčinu k úvahám o přítomnosti australopitéků i v jihovýchodní Asii. Jedná se o nález čtyř nápadně masivních spodních čelistí a jedné částečně dochované lebky na lokalitě Sangiran. První z čelistí zachytil svými výzkumy již Ralph von Koenigswald v roce 1941 a popsal je jako druh Meganthropus palaeojavanicus. Zařazení mezi australopitéky navrhl v roce 1953 John T. Robinson na základě utváření třenových zubů - rod Meganthropus tak mohl být považován za asijskou obdobu paranthropů. V té době však ještě mnozí badatelé považovali za předka australopitéků rod Ramapithecus. To znamená, že australopitékové se podle těchto představ mohli vyvinout v Asii a teprve poté vycestovat do Afriky.

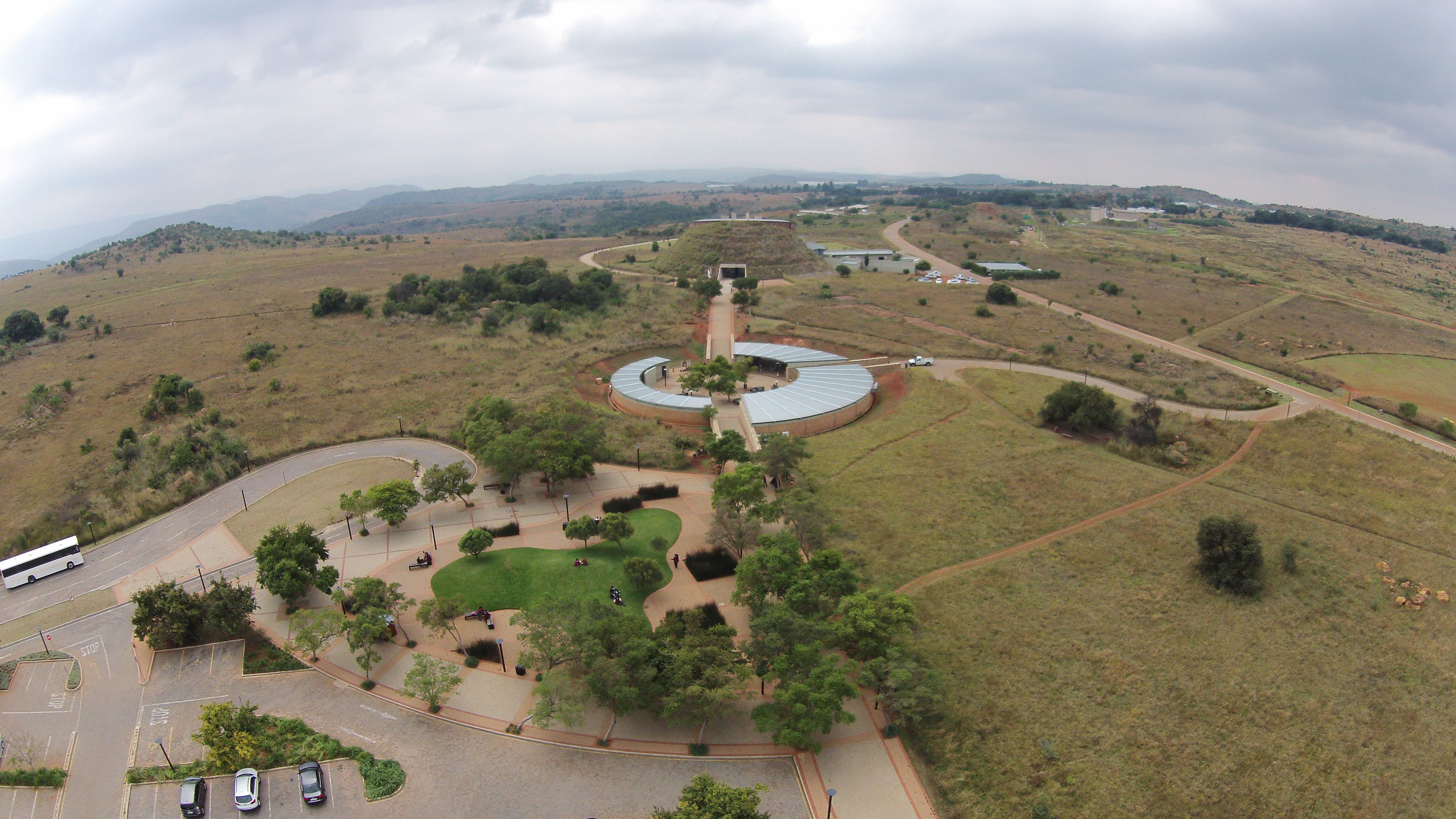
Maropeng, návštěvnické centrum v Kolébce lidstva

Novější výzkumy však dostatečně prokázaly africké kořeny australopitéků a odborníci se téměř jednohlasně shodují, že tito homininé se mimo Afriku nevyskytovali. Přes nápadně robustní stavbu čelistí, připomínající africké paranthropy, mají nálezy z Jávy menší stoličky i třenové zuby a patří tak spíše druhu Homo erectus, jehož jihoasijská forma si uchovala velmi robustní vzhled a početné primitivní znaky.

### Ochrana lokalit
Jihoafrické jeskyně se nacházejí nedaleko od sebe, v oblasti známé jako Kolébka lidstva. Ta je od roku 1999 součástí seznamu světového dědictví UNESCO. Východoafrické oblasti Omo a Hadar s hojným výskytem ostatků časných homininů byly na seznam světového dědictví připsány již v roce 1980.

## Datace
Díky tomu, že ve východní Africe probíhala v pliocénu i pleistocénu aktivní sopečná činnost, doprovázená ukládáním četných vrstev sopečného popela, lze mnohé ze zachycených ostatků poměrně přesně datovat, a to především pomocí radiometrických metod. Naopak datace jihoafrických nálezů z brekcie bývá obtížná. Využívat lze často jen biostratigrafii - srovnávání spektra nalézaných živočišných druhů s dobře datovanými lokalitami východní Afriky. Teprve v posledních letech technický rozvoj umožnil uplatnění absolutních datovacích metod i v jižní Africe, čímž se výrazně zpřesnily starší údaje, představující často značně široké časové intervaly. Využíván je paleomagnetismus, luminiscence nebo metoda uran-olovo.
Za nejstaršího australopitéka je v současnosti považován Australopithecus anamensis, žijící zhruba před 3,9–4,2 miliony let. Na něj navazuje Australopithecus afarensis, známý z doby před 3,8–2,9 miliony let. Současně s ním před 3,5 miliony let žili hominidé, řazení do druhů Australopithecus bahrelghazali a Kenyanthropus platyops. Dosud nepřesná je datace druhu Australopithecus africanus, jehož výskyt je obvykle kladen do doby před 3–2 miliony let. Nejstarší nálezy ze Sterkfontein (zejména kostra Little Foot) však mohou dosahovat stáří až 3,67 milionu let.
Nejpozději před 2,5 miliony let se objevili první zástupci rodu Homo, současně s nimi ale ještě dlouhou dobu žily i mladší formy australopitéků, zejména zástupci robustních druhů - Australopithecus aethiopicus (před 2,7–2,3 milionu let), Australopithecus boisei (před 2,3–1,3 milionu let) a Australopithecus robustus (před 2–1,5 milionu let). Do doby před 2,5 milionu let je datován i východoafrický druh Australopithecus garhi. Současně s P. robustus se v jižní Africe před 1,98 milionu let objevuje i Australopithecus sediba.

## Třídění
Australopitékové byli vcelku úspěšnou skupinou homininů, obývající po téměř 3 miliony let rozsáhlé oblasti Afriky. Množství druhů může být proto dále členěno do několika skupin.

### Podle místa výskytu
Typickým místem nálezů rodu Australopithecus jsou oblasti ve východní a jižní Africe. Nejbohatší naleziště se nacházejí v Keni, Etiopii, Tanzanii a v Jihoafrické republice, známé jsou ale i z Malawi a středoafrického Čadu.
- jižní Afrika - A. africanus, A. sediba, A. robustus
- střední Afrika - A. bahrelghazali
- východní Afrika - A. anamensis, A. afarensis, A. garhi, A. aethiopicus, A. boisei

### Podle stavby těla
Dalším hlediskem, podle kterého lze zástupce rodu Australopithecus členit, je stavba těla. Již od prvních nálezů se ukazovaly nápadné rozdíly mezi lehce stavěnými (gracilními) a robustními formami, spočívající především ve stavbě zubů a čelistí. Někteří autoři řadí robustní australopitéky do samostatného rodu Paranthropus.
- gracilní - A. anamensis, A. afarensis, A. bahrelghazali, A. africanus, A. sediba, A. garhi
- robustní - A. (Paranthropus) aethiopicus, A. (Paranthropus) boisei, A. (Paranthropus) robustus

### Podle fylogeneze
Rod Australopithecus se během své dlouhé existence samozřejmě vyvíjel, což doprovázelo utváření svébytných znaků a postupné odlišování se od společného předka. I v tomto typu dělení zaujímají robustní druhy samostatné místo, zatímco archaické druhy jsou některými autory vydělováni do rodu Praeanthropus.
- archaičtí - A. anamensis, A. afarensis, A. bahrelghazali
- pokročilí - A. africanus, A. sediba, A. garhi
- robustní - A. (Paranthropus) aethiopicus, A. (Paranthropus) boisei, A. (Paranthropus) robustus

## Popis
Australopitékové tvoří značně variabilní skupinu, takže jejich celkovou charakteristiku lze podat jen s obtížemi. Zatímco hlava se podobala spíše lidoopům, tělo již neslo početné lidské znaky. Předpokládá se, že se dožívali asi 40 let věku.
V porovnání s moderními lidmi byli poměrně malí - s výškou 100 – 160 cm a hmotností 30 – 50 kg se podobali spíše dnešním šimpanzům. Značné rozdíly ve velikosti nalézaných ostatků ale ukazují na celkem výrazný pohlavní dimorfismus, kdy samci mohli být proti samicím více než o polovinu větší (asi jako u dnešních goril nebo orangutanů). Někteří badatelé však s myšlenkou výrazných rozdílů ve velikosti samců a samic nesouhlasí a předpokládají jen minimální odlišnosti. Ve skutečnosti podle nich může být dojem velkého pohlavního dimorfismu důsledkem srovnávání nálezů z širokého geografického i časového rozpětí.

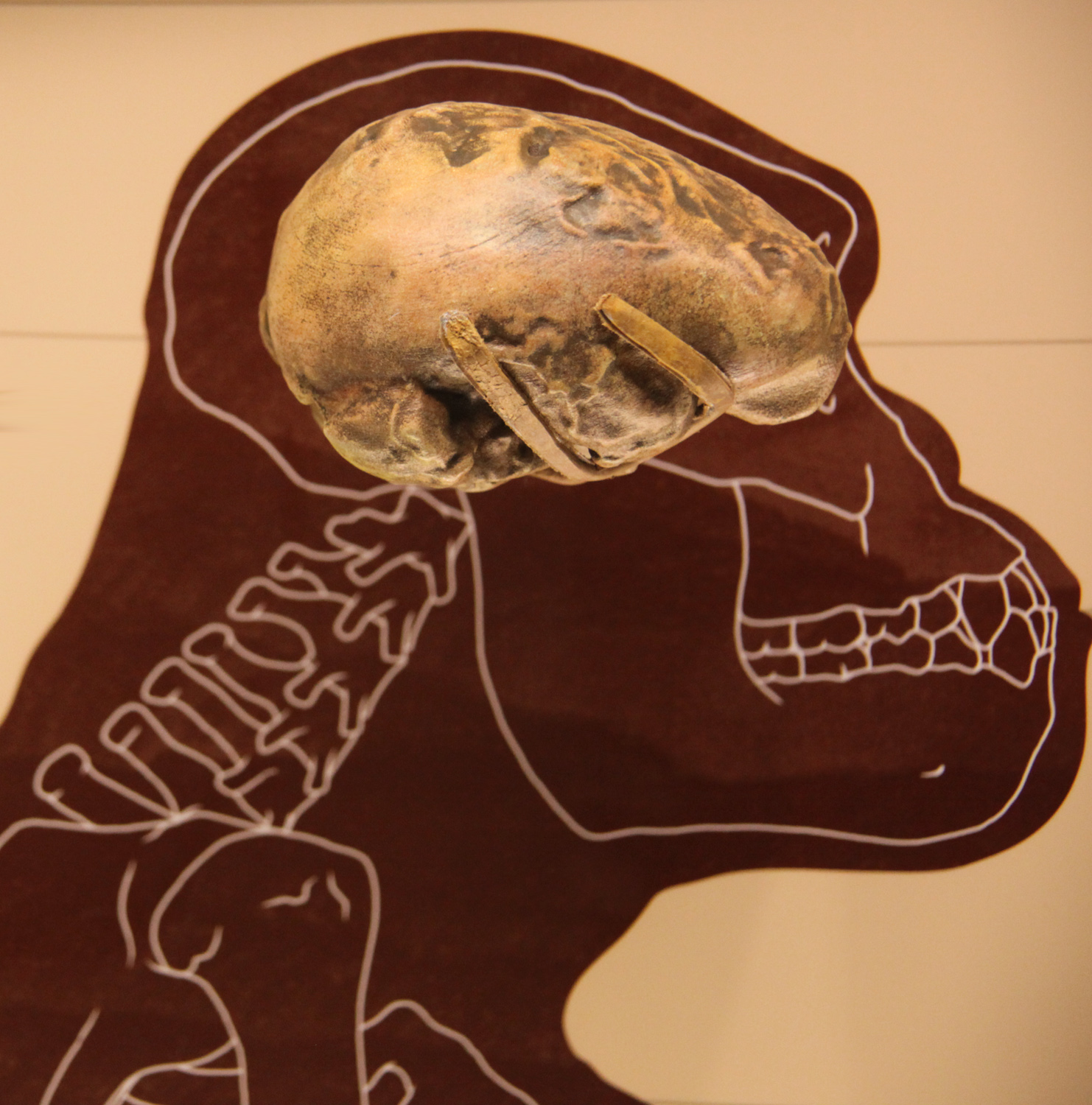
Lebka a mozek druhu Australopithecus afarensis

Pro australopitéky je rovněž typický ještě vcelku malý mozek, jehož objem se pohybuje při horní hranici rozpětí současných lidoopů (v průměru asi 450 cm³). Proto se nepředpokládá, že by duševní schopnosti těchto časných homininů výrazně přesahovaly možnosti šimpanzů, goril nebo orangutanů. Vzhledem k velikosti mozku i k průběhu prořezávání zubů lze soudit, že ani délka a průběh ontogeneze se od nich příliš nelišila.

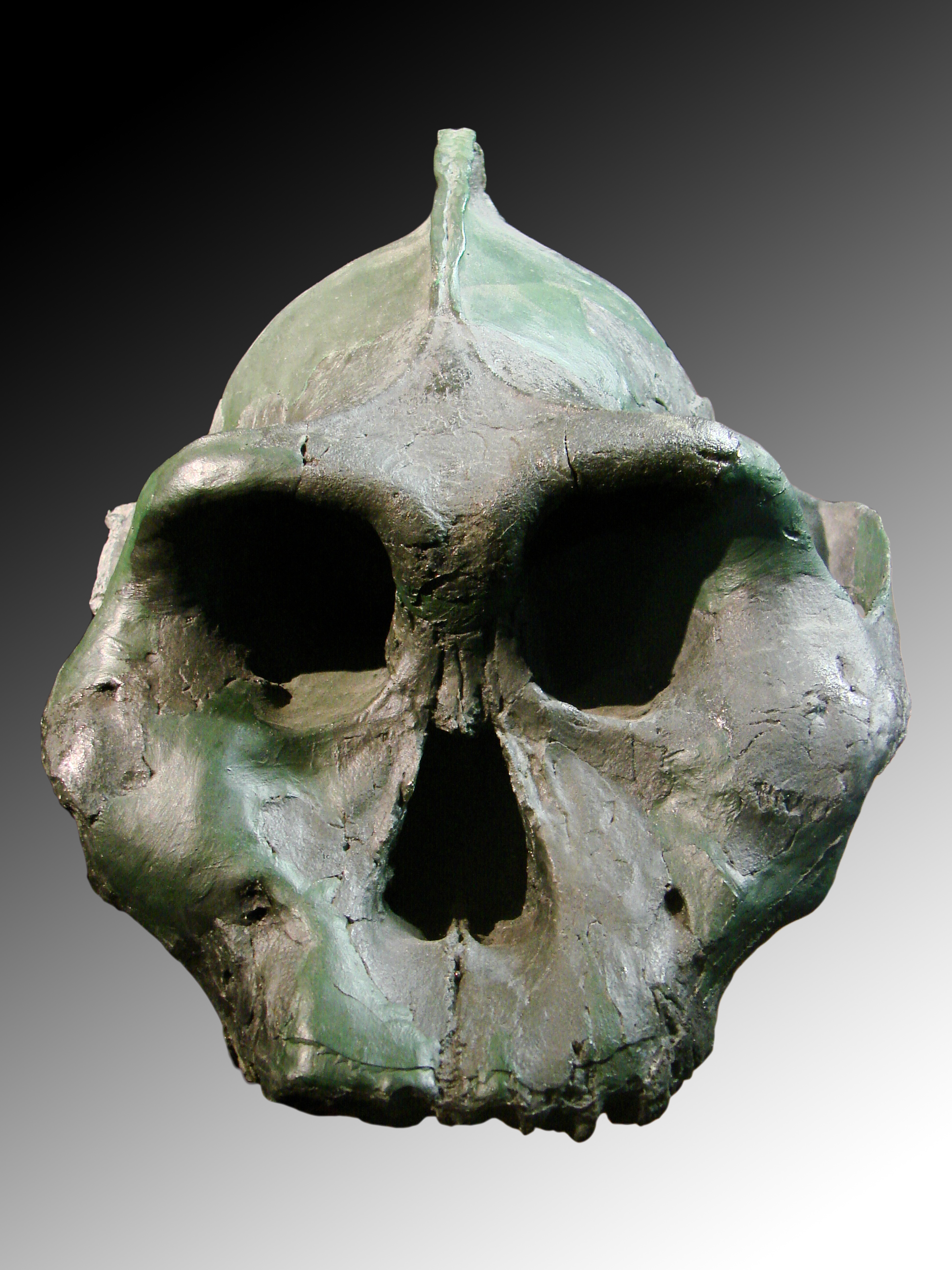
Masivní šípový hřeben druhu A. aethiopicus

Přesto se již uvažuje o prvních náznacích reorganizace mozku, která by tak předcházela výraznějšímu zvětšování objemu. Dostupné lebeční kosti i přirozené výlitky mozkoven mohou nasvědčovat mírnému rozšiřování temenního a čelního laloku i přední části spánkového laloku na úkor týlních partií. Měsíčitá rýha (sulcus lunatus) se proto posouvá směrem vzad. U druhu A. sediba je pravá hemisféra mírně větší než levá, což je u lidí spojováno s typickou preferencí pravé ruky. Celková stavba mozku australopitéků se přesto stále blíží spíše lidoopům než lidem. Jednotlivé rysy jsou navíc předmětem živých debat, neboť jejich charakter a výskyt je na dochovaných ostatcích nejednoznačný nebo proměnlivý.
Mozkovnu doplňují nápadné úpony dobře vyvinutých svalů, a to především u robustních druhů. Jedná se o šíjový hřeben crista nuchae pro šíjové svaly, vyvažující hlavu s masivními čelistmi a u větších jedinců (patrně samců) i o šípový hřeben crista sagittalis pro spánkový sval (musculus temporalis), který umožňuje silnou práci předních zubů. Také výrazné zúžení lebky za očnicemi vytváří dostatek prostoru pro zvětšený spánkový sval. U jihoafrických druhů A. africanus a P. robustus navíc obličej zpevňují masivní kostěné sloupky po stranách nosního otvoru, tzv. přední pilíře.
Typickým znakem rodu Australopithecus je dále široký, miskovitě prohloubený obličej s plochým nosem a výraznými lícními kostmi, které svým vyklenutím ukazují na dobře vyvinutý zevní žvýkací sval (musculus masseter). Nízké, vzad ubíhající čelo oddělují výrazné nadočnicové oblouky. Pro všechny australopitéky jsou charakteristické také vystupující, masivně stavěné čelisti bez brady, zuby s nízkými zaoblenými hrbolky a silnou sklovinou, značně zvětšené stoličky a třenové zuby (megadoncie), zmenšené řezáky a špičáky téměř zarovnané s ostatními zuby. U starších druhů je dentice uložena ještě v paralelních řadách, u mladších zástupců (A. africanus, A. sediba) se však již utváří parabolický zubní oblouk podobně jako u lidí.

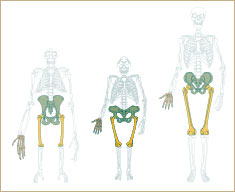
Srovnání kostry šimpanze, australopitéka a člověka

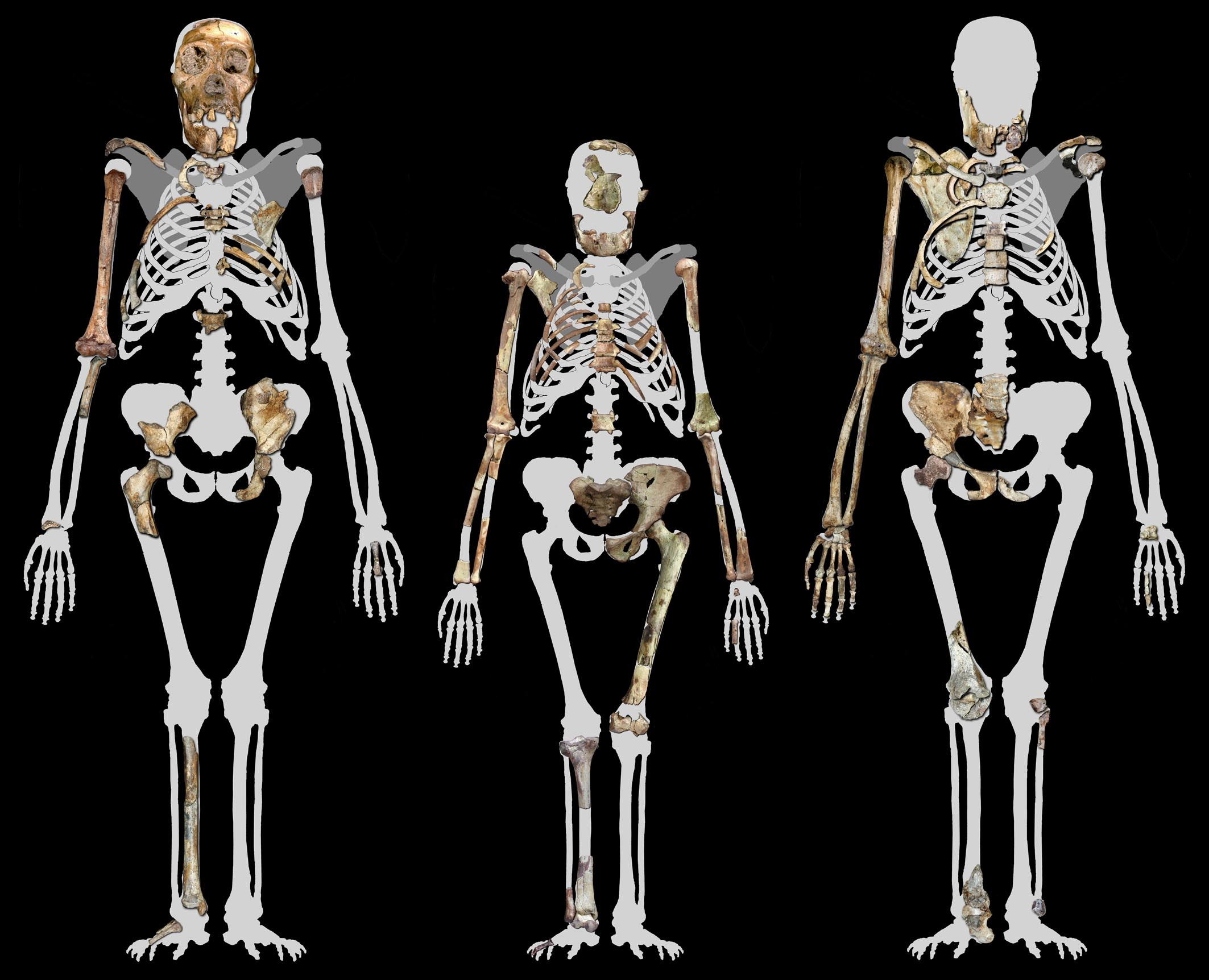
Srovnání koster druhu A. sediba (na krajích) a A. afarensis (uprostřed)

Kostra trupu a končetin nese množství archaických znaků, přestože se vzhledu moderních lidí blíží více než lebka. Hrudník má spíš kónický tvar jako u lidoopů, nikoliv soudkovitý jako u lidí. Páteř je již esovitě prohnutá, jak dokládají nálezy bederních obratlů. Dokonce se uvažuje, že australopitékové měli dlouhou a tudíž značně pohyblivou bederní část páteře se šesti obratli (lidé mají bederních obratlů jen pět). Tento předpoklad se však zakládá především na rozboru jihoafrických nálezů ze Sterkfontein a u dalších jedinců nebyl s jistotou potvrzen. Není proto zcela jasné, zda se jedná o anomálii nebo o typický znak celého rodu.
Pánev australopitéků vykazuje všechny zásadní znaky lidské bipedie - spolu se stabilními klouby dolních končetin poskytovala oporu plně vzpřímenému tělu a pomáhala udržovat rovnováhu při dvojnohé chůzi. Stabilní chůzi napomohlo i posunutí kolen směrem ke středu těla, podobně jako u lidí. Typická je však ještě mělká jamka kyčelního kloubu, odpovídající malé hlavici stehenní kosti.
Dolní končetiny byly v porovnání s pažemi ještě poměrně krátké. I prsty nohou byly lehce zakřivené a poměrně dlouhé a palec na noze, byť přitažený k ostatním prstům, si zachovával větší rozsah pohybu než u lidí. Chodidlo mělo oproti lidem mírně pohyblivější zánártí, ale zároveň se vyznačovalo příčnou a snad i nízkou podélnou klenbou.
Pro horní končetinu je typické primitivně prodloužené a svalnaté předloktí i větší rozsah pohybu v ramenním kloubu a v zápěstí. Stavba vlastní ruky se výrazně nelišila od lidských dlaní, jen prsty byly mírně prohnuté. Nebyly však již v porovnání s palcem tak dlouhé jako u lidoopů. Samotný palec byl proti moderním šimpanzům a gorilám lépe osvalený a výrazně pohyblivější.
| DRUH           | VÝŠKA SAMCI (cm) | VÝŠKA SAMICE (cm) | HMOTNOST SAMCI (kg) | HMOTNOST SAMICE (kg) | OBJEM MOZKU (cm³)      |
| -------------- | ---------------- | ----------------- | ------------------- | -------------------- | ---------------------- |
| A. anamensis   |                  |                   | 47 - 55             |                      |                        |
| A. afarensis   | 160              | 100               | 50                  | 30                   | 380 - 550 (průměr 450) |
| A. africanus   | 138              | 115               | 41                  | 30                   | 428 - 515 (průměr 460) |
| A. garhi       |                  |                   |                     |                      | 450                    |
| A. sediba      | 130              | 130               |                     |                      | 420                    |
| P. aethiopicus |                  |                   |                     |                      | 410                    |
| P. boisei      | 137              | 124               | 50                  | 34                   | 400 - 545 (průměr 488) |
| P. robustus    | 132              | 110               | 40                  | 32                   | 450 - 650 (průměr 530) |

## Způsob života

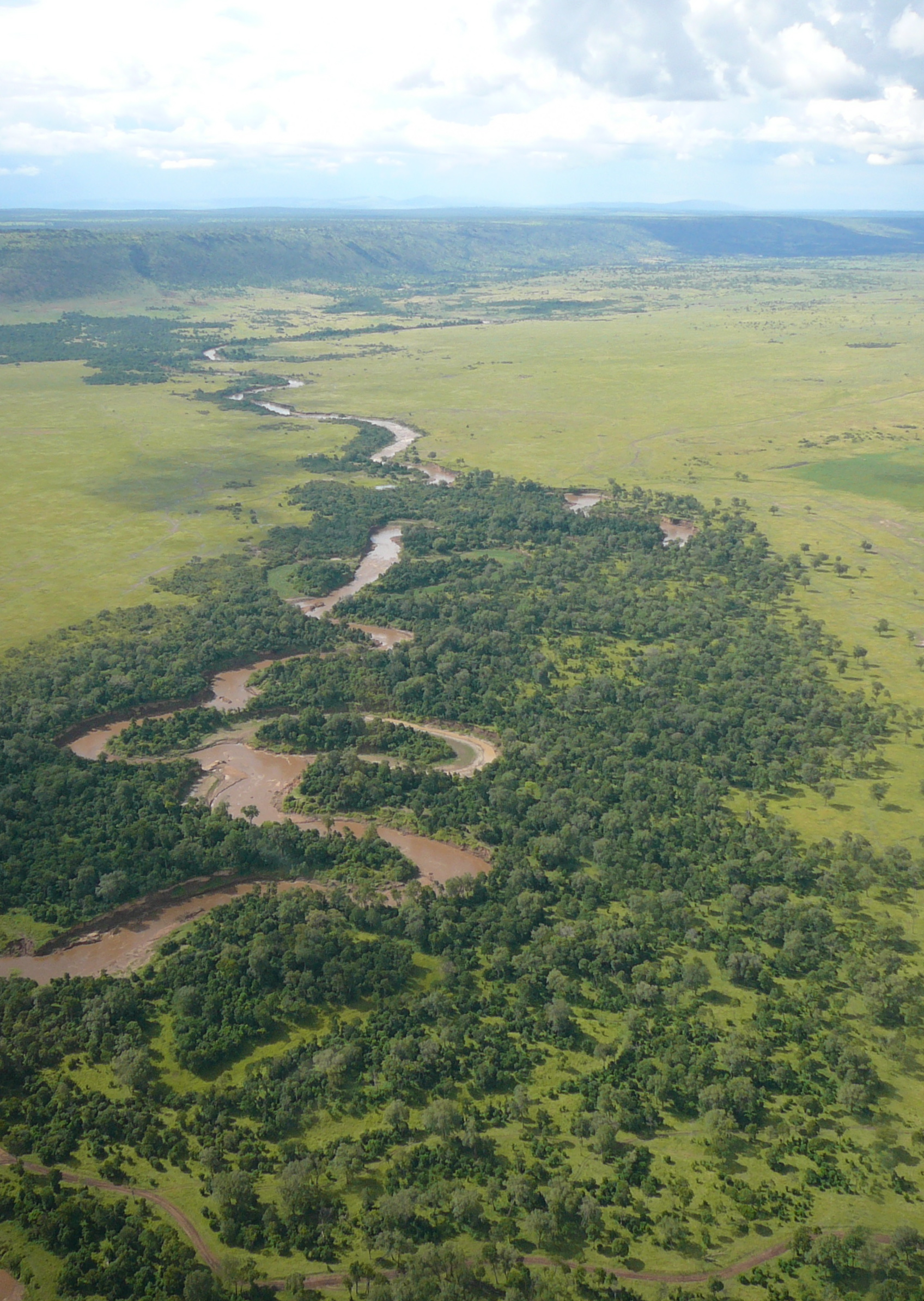
Masai Mara - analogie mozaikovité krajiny pliocénu

### Životní prostředí
Australopitékové obývali převážně tropický podnebný pás a jen výjimečně se vyskytovali i v subtropech (A. africanus, A. sediba, P. robustus). Dál od rovníku se rozšířili až zástupci rodu Homo.
Různé druhy australopitéků jsou známé z širšího spektra biotopů, což souvisí mimo jiné i s dlouhým přežíváním rodu a postupnými klimatickými změnami v pliocénu. Zároveň je však s přibývajícími nálezy neustále potvrzována značná ekologická tolerance a schopnost najít obživu v různých typech prostředí od sušší, otevřené savany přes krasové oblasti až po prosvětlené či hustší vlhké lesy, spojované nejčastěji se záplavovým územím řek a jezer. Detailní výzkumy tedy příliš nepotvrzují dřívější předpoklady o výhradním sepětí australopitéků se suchými travnatými pláněmi bez stromů. Naopak se zdá, že přednost dávali spíše zalesněnému prostředí s dostatkem vláhy, odkud však postupně pronikali i do otevřené krajiny.
Pro starší druhy se na základě mnoha přírodovědných analýz (nálezy ostatních druhů zvířat, analýza chemického složení půdy nebo zubní skloviny) nejčastěji uvažuje o pestré mozaikovité krajině. V ní mohly převládat otevřené travnaté pláně, ale byl zde i dostatek vodních zdrojů, pobřežních mokřin a menších či větších úseků lesních porostů a křovin, poskytujících potravu i úkryt před predátory. Výjimkou je druh Australopithecus bahrelghazali, který patrně již před 3,6 miliony let obýval výrazně otevřenější ekosystém, v němž stromové porosty mohly tvořit jen malé ostrůvky. Mladší druhy, především pak robustní formy, pronikaly do sušších nezalesněných prostor savany mnohem více, přestože se na rozdíl od soudobých zástupců rodu Homo stále drželi v blízkosti mokřin a jiných vlhčích míst, kde ještě mohly přežívat i řídké porosty.

### Strava
Stravě australopitéků byla od prvních nálezů věnována značná pozornost, a to i díky jedinečným adaptacím chrupu a čelistí. Již u nejstarších zástupců (A. anamensis, A. afarensis) jsou dobře patrná zesílení žvýkacího aparátu, která naznačují určité změny potravních návyků. Masivní čelisti a enormně velké stoličky se silnou sklovinou od první poloviny 20. století přispívaly k předpokladu, že australopitékové na rozdíl od předků moderních lidoopů přešli ke konzumaci tvrdé nebo silně abrazivní stravy, jako jsou ořechy, semena či kořínky. To bylo spojováno s klimatickými změnami - vysušováním prostředí a ústupem lesa, v němž se na rozdíl od savany nacházel dostatek měkkých plodů. Úzká specializace na tvrdou a tuhou stravu se předpokládala zejména u robustních australopitéků s extrémně masivní stavbou zubů, čelistí i celé lebky. Ti byli pokládáni za výhradní býložravce, zatímco ostatní australopitékové a mezi nimi i předkové rodu Homo měli být spíše všežravci.

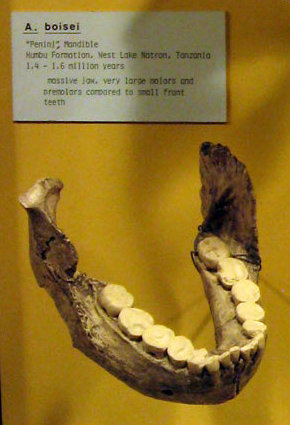
Dolní čelist a zuby druhu Paranthropus boisei

Závěry, odvozované z morfologie chrupu však od konce 20. století významně mění rostoucí počet detailních analýz dochovaných zubů. Studium mikroskopického poškození zubní skloviny ukazuje, že podíl tvrdé, na zpracování náročné stravy nemusel být nijak výrazný, protože stopy zanechané konzumovaným jídlem naznačují vyhledávání spíše měkčích plodin. Analýzy chemického složení skloviny sice potvrzují rostoucí příjem potravy z bezlesých prostor (traviny, jejich kořínky, semena a zásobní orgány), nicméně vždy výrazně doplňovaný měkčími plody z lesů. Zdá se tedy, že vše nasvědčuje jen částečnému a postupnému pronikání do otevřených biotopů, přičemž ke změně jídelníčku došlo spíše rozšířením spektra přijímané potravy než specializací a přechodem od jednoho typu k druhému.
Australopitékové (včetně robustních druhů) tedy zřejmě dokázali s úspěchem využít širší spektrum biotopů a v mnoha z nich najít dostatek potravy, což mohlo být výhodné v dynamicky se měnícím, nestabilním prostředí s rostoucí sezónností. Proto je také prakticky nemožné určit převládající složku potravy. Preferováno mohlo být ovoce a další měkké části rostlin, nahrazované pouze v dobách nedostatku jinými zdroji. K rozvoji robustního žvýkacího aparátu již u nejstarších australopitéků tak mohla spíše než denní rutina přispět jen krátkodobá, ale kriticky významná konzumace méně oblíbených zdrojů. Tuhá a abrazivní potrava mohla patřit k důležitým záložním zdrojům, využívaným v méně příznivých částech roku. Nemusela být nutričně nejvýhodnější ani snadno dostupná, ale byl jí dostatek i v době, kdy běžné složky potravy selhávaly. V těchto krátkých obdobích mohla tvořit až 100% jídelníčku, aniž by na zubech (kvůli krátkodobému využití) zanechala výraznější stopy. Za velmi pravděpodobný záložní zdroj jsou často považovány různé podzemní zásobní orgány travin nebo šáchorovitých (hlízy, cibule, oddenky). Tyto orgány zadržují na rozdíl od nadzemních částí rostliny množství vody i živin, v savaně jsou téměř všudypřítomné, ale pro mnohé živočichy obtížně dostupné. Je třeba je vyhrabat ze země, takže existuje jen velmi malá potravní konkurence ostatních býložravců. V tropickém vlhkém lese jsou však vzácné, jejich využití tudíž může souviset s šířením australopitéků do nezalesněných prostor. Navíc se velmi často nacházejí ve vlhkém prostředí různých mokřin i v záplavových oblastech jezer a řek, což odpovídá pozorované vazbě na vlhčí místa. Nejsou vyloženě tvrdé, ale tuhé a houževnaté a vyžadují poměrně důkladné rozžvýkání. Zbytky prachu a zeminy na povrchu podzemních částí rostlin mohly navíc ve sklovině způsobit škrábance a rýhy, podobné stopám na zubech listožravých primátů, takže stopy mohou i přes zdánlivou podobnost naznačovat jiný druh stravy.
Někteří odborníci se dokonce domnívají, že různorodost australopitéků může být považována za důsledek využívání různých záložních zdrojů. Rozdíly v utváření zubů a čelistí mohou být dány odlišnými mechanickými nároky podzemních zásobních orgánů – gracilní australopitékové se mohli soustředit spíše na měkčí, tuhé cibulky, zatímco robustní druhy byly schopné konzumovat i tvrdší hlízy a oddenky. První zástupci rodu Homo pak mohli místo tuhých hlíz zvolit jako záložní zdroj živočišnou stravu, například morek, k němuž se dokázali dostat pomocí kamenných nástrojů. Izotopová analýza prokazuje spíše býložravost.
V každém případě se odborníci téměř bezvýhradně shodují, že australopitékové byli převážně (zřejmě ne výhradně) býložraví. Zpočátku mnozí badatelé uvažovali spíše o masité stravě i s využitím aktivního lovu. S přibývajícími podklady se však postupně prosazoval předpoklad rostlinné stravy. Její upřednostňování podporuje mimo jiné i vcelku mohutný hrudník a trup, poskytující dostatek prostoru pro objemný trávicí trakt, nebo ploché tupé stoličky, nevhodné k důkladnému zpracování syrového masa. Vzhledem k potravním zvyklostem moderních lidoopů i lidí lze ovšem předpokádat příležitostnou konzumaci hmyzu (zejména termitů), drobných obratlovců nebo vajec. Na tendence k využívání živočišné potravy mohou ukazovat i nálezy zvířecích kostí, nesoucích na povrchu stopy po úderech kamenem. Byly zjištěny v oblasti Dikika i v Bouri a naznačují snahu o rozbití kosti a získání morku. Jejich původce nelze s jistotou určit, obvykle jsou přisuzovány druhům A. afarensis a A. garhi. Občasnou konzumaci masité stravy lze patrně odvozovat i ze stop nákazy brucelózou na obratlích druhu A. africanus ze Sterkfontein.

### Pohyb
Početné morfologické znaky kostry, především téměř lidské utváření pánve, stehenní kosti, kyčelního, kolenního i hlezenního kloubu, obdobné rozložení svalů a vazů v oblasti hýždí a stehen nebo palec na noze s omezenou hybností svědčí o běžně užívané bipedii - vzpřímené dvojnohé chůzi. Větší část poznatků o způsobu pohybu australopitéků je přitom odvozována z početných nálezů druhu Australopithecus afarensis a Australopithecus africanus.
Předmětem diskusí ovšem zůstává způsob a efektivita chůze. Většina badatelů nepochybuje o plně bipedním pohybu lidského typu, nejvýše s několika málo specifickými znaky. Přesto část autorů uvažuje o chůzi s pokrčenými koleny a kyčlemi. Odlišný poměr délky končetin v porovnání s moderními lidmi (krátké nohy a dlouhé ruce) i odlišnosti ve způsobu stabilizace nohou a trupu mohly způsobit, že pohyb možná připomínal nedokonalou bipedii malých dětí ve věku dvou až tří let. Chůze mohla být energeticky náročnější, nevhodná pro přesuny na velké vzdálenosti a nebo ve velké rychlosti. Přesto není nutné vnímat tento pohyb jako nedokonalý přechodný stupeň, směřující k lépe vyvinutému člověku. Australopitékové byli dobře přizpůsobení svému prostředí, které obývali poměrně dlouho a úspěšně.
Velká části odborníků však předpokládá, že zatímco rod Homo se přizpůsobil rychlému pohybu a běhu v otevřené savaně, australopitékové pomalejší pozemní chůzi alespoň zčásti kombinovali se šplháním v korunách stromů, kde patrně hledali potravu i úkryt před dravci. Svědčí pro to některé přetrvávající znaky, zděděné po předcích - robustní, dobře osvalená pažní kost, dlouhé svalnaté předloktí, pohyblivá ramena i zápěstí, dlouhé prohnuté prsty schopné pevného úchopu nebo částečně odtažitelný palec na noze. Odborníci se ovšem nemohou shodnout, zda jsou pozorované znaky skutečně odrazem částečně stromového života a nebo zda se jedná jen o nepoužívané pozůstatky, které ještě nestihly zcela vymizet. Na četnost užívání stromového patra u australopitéků tak dosud neexistuje jednotný názor. Rozdíly mohly být mezi jednotlivými druhy, mezi samci a samicemi i různými věkovými skupinami. Také je možné, že nešlo jen o šplhání ve větvích, ale i o lezení po skalách a útesech. V každém případě již šplhání ztratilo oproti starším hominidům na významu a některé znaky, výhodné pro život v korunách stromů byly obětovány ve prospěch bipední chůze (např. protistojný palec). Australopiték se tak i ve větvích musel pohybovat svébytným způsobem - jinak než lidoopi, ale i lidé.
Nové nálezy navíc ukazují, že adaptace jednotlivých druhů pro bipedii se vzájemně mírně odlišují. Zdá se tedy, že v pliocénu a pleistocénu existovalo souběžně více druhů dvojnohé chůze, v různé míře kombinované se šplháním, ale jen jedna z linií pokračovala ke zdokonalení u rodu Homo.
Adaptace k bipedii však ovlivnily i možnosti rozmnožování. Platypeloidní tvar pánve je u moderních lidí velmi nevhodný pro porod, který v tom případě bývá značně komplikovaný až nemožný. Pro samice australopitéků mohl být relativně bezproblémový díky malému objemu mozku, a tudíž i malé hlavičce novorozenců. Přesto již plod zřejmě nemohl procházet porodními cestami přímo jako u šimpanzů, ale byl donucen k částečné rotaci. Zároveň se ovšem nemohl v předozadně zploštělé pánvi otáčet jako u lidí a hlavička tak nejspíše procházela pánví příčně, čelně orientována k jednomu z kyčelních kloubů. Mnozí autoři předpokládají, že komplexnější, „lidský“ porod s plnou rotací plodu - jeden z nejsložitějších ve zvířecí říši - se vyvinul až během pleistocénu, souběžně se zvyšováním lebeční kapacity rodu Homo. Tomu však odporuje nález pánve druhu A. sediba, která je v předozadním směru širší. Rozšíření této pánve přitom nemůže souviset se zvětšováním mozku, protože mláďata druhu A. sediba se velikostí mozkovny výrazně nelišila od moderních lidoopů. Přestavba pánve tak musela odpovídat spíše na požadavky bipedie. Je možné, že změny umožnily efektivnější práci hýžďových a stehenních svalů a tudíž i energeticky méně náročnou chůzi.

### Kultura
Ačkoliv australopitéci v mnoha ohledech vykročili na cestu k modernímu člověku, způsobem života i společenskou organizací zůstali spíše na úrovni lidoopů. Nápadný pohlavní dimorfismus naznačuje, že netvořili monogamní páry a žili patrně ve větších skupinách podobně jako moderní šimpanzi či gorily. Na rozdíl od tělesných rozměrů však není mezi samci a samicemi velký rozdíl v délce špičáků. To znamená, že tyto zuby již oproti lidoopům neměly tak velký význam v bojích o samice nebo teritorium. Počet jedinců nebyl v minulosti nijak závratný, takže v celkovém množství zvířat mohli australopitékové tvořit jen malý zlomek, nejvýše několik málo procent. Neexistují žádné doklady o vytváření jakýchkoliv základen, stále obydlených míst. Koncentrace ostatků homininů a jiných zvířat v jihoafrických jeskyních byla způsobena aktivitou šelem, nikoliv osídlením australopitéky. Struktura hltanu a hrtanu zůstávala podle utváření spodiny lebeční obdobná jako u moderních lidoopů, bez možnosti rozvoje artikulované řeči. Komunikace tak mohla probíhat zhruba na úrovni goril nebo šimpanzů.
Raymond A. Dart se domníval, že australopitékové (A. africanus) využívali tzv. osteodontokeratickou kulturu - nástroje ze zvířecích kostí, zubů a rohů. Novější studie však prokázaly, že zvířecí kosti byly poškozeny a nashromážděny aktivitou predátorů stojících i za smrtí australopitéků. Přesto se na základě znalostí nástrojové činnosti moderních lidoopů, ale i jiných druhů zvířat (vydry, makakové) všeobecně předpokládá, že také australopitékové mohli využívat jednoduché nástroje - větve, klacíky nebo neupravené valouny. Takové chování lze však jen obtížně doložit, protože případné nástroje prakticky nelze rozeznat.

Zkrácené prsty i silný pohyblivý palec již svědčí o zlepšení manipulačních schopností, ačkoliv kvůli přetrvávajícím adaptacím pro šplhání ještě nemohlo být dosaženo tak jemné manipulace jako u lidí. Není zcela jisté, jestli australopitékové byli schopni tzv. precizního gripu, kdy je možné pevně spojit ukazovák a palec bříšky k sobě, to ale nevylučuje dostatečnou zručnost pro práci s jednoduchými nástroji.

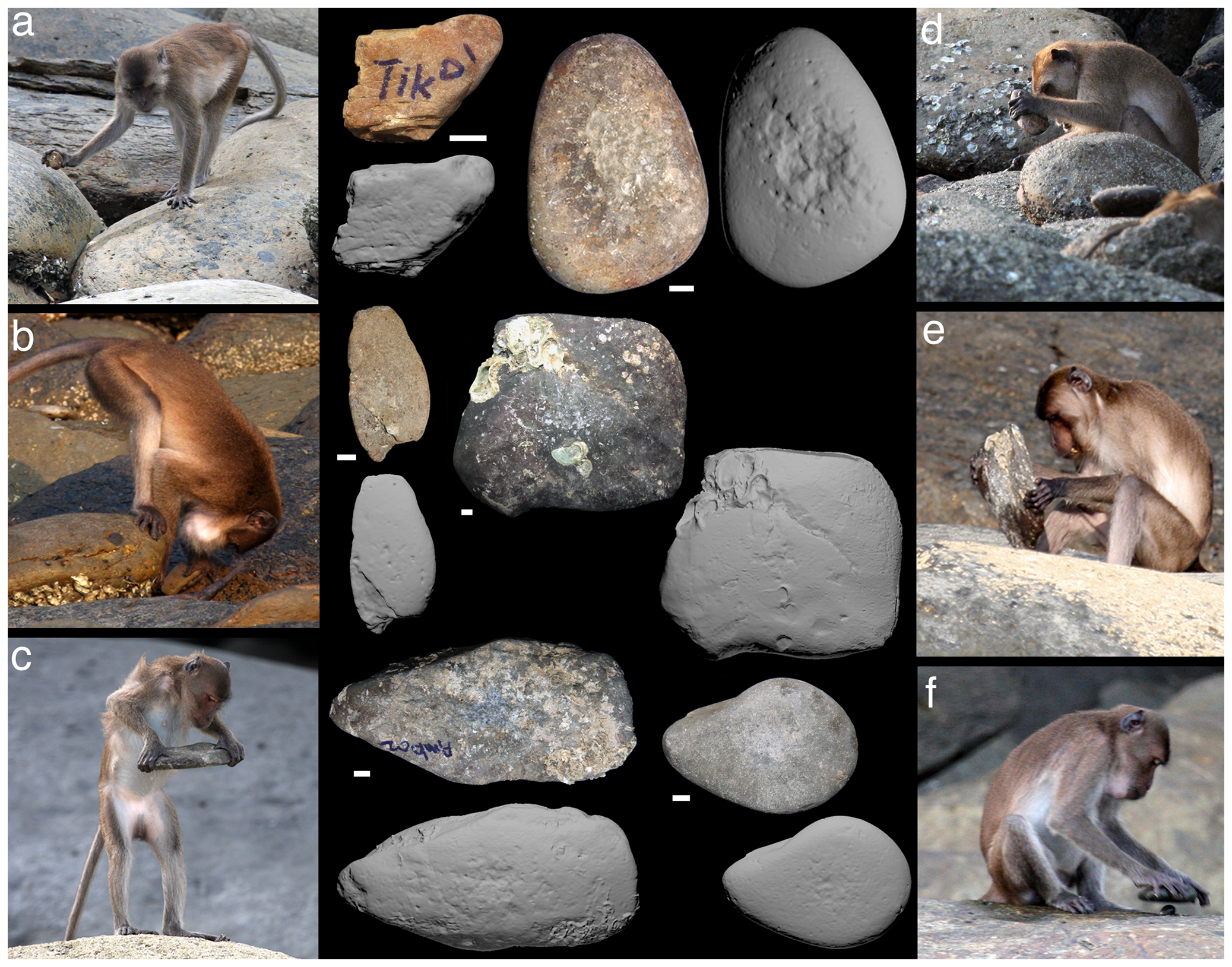
Kamenné nástroje dnešních makaků jávských

S australopitéky je spojováno několik náznaků užívání a výroby nástrojů:
- Dikika - zářezy na zvířecích kostech (3,4 miliony let; A. afarensis?)[84]
- Bouri - zářezy na zvířecích kostech (2,5 milionu let; A. garhi?)[85]
- Swartkrans - užíváním opotřebené zvířecí kosti (2-3 miliony let; A. robustus?)[100]
- Drimolen - užíváním opotřebené zvířecí kosti (1,5-2 miliony let; A. robustus?)[100]

Zatím nebylo možné tyto nálezy jednoznačně přiřadit konkrétnímu druhu homininů. Jejich původcem mohl být některý z australopitéků, ale i soudobí zástupci rodu Homo. Zářezy na zvířecích kostech představují první doklady snahy o přístup k živočišné potravě a ukazují nejen na možný zájem australopitéků o masitou potravu (morek), ale i na schopnost využívat k jejímu získávání kameny nebo kamenné nástroje. Přesto se neuvažuje o aktivním lovu velkých zvířat, ale spíše o využívání kořisti jiných masožravců, tedy o oškrábání posledních zbytků masa nebo rozbití kosti za účelem získání morku. Nelze však určit, zda byl k tomuto účelu použit předem připravený, záměrně vyrobený nástroj nebo jen vhodný neopracovaný kámen, nesoucí nejvýše přirozeně zaostřenou hranu.

## Fylogeneze
Australopitékové tvoří značně různorodou, geograficky i časově širokou skupinu hominidů, vazby mezi nimi jsou ale zatím mnohdy nejasné. Podle mínění velké části badatelů je rod spíše parafyletický. Existují snahy o rozdělení australopitéků do menších skupin - samostatných rodů (Paranthropus, Praeanthropus), zatím však žádné z nastíněných řešení nebylo jednoznačně přijato, a to i kvůli neúplně dochovaným nálezům. Stále více se navíc ukazuje, že vývoj homininů nebyl lineární, že jej provázelo množství homoplasií a že vzájemné vztahy jednotlivých druhů mohly být poměrně komplikované. Na základě vzácných, neúplných nálezů je však lze jen obtížně vysvětlit.
Australopitékové (A. anamensis) mohou navazovat na ardipitéky a pocházet z východní Afriky. Zhruba před 3 - 3,5 miliony let ovšem prudce vzrostlo množství současně žijících druhů (adaptivní radiace), což komplikuje poznání jejich vývoje. Objevují se A. afarensis, A. bahrelghazali, A. deyiremeda i Kenyanthropus platyops. Nejpozději v tuto dobu dochází také k rozšíření do jižní Afriky, odkud je doložen A. africanus. Záhy se přidávají ještě robustní formy, prakticky současně se však již objevují i první zástupci rodu Homo a nejstarší kamenné nástroje. Zdá se, že část homininů zvolila k přežití strategii velkých zubů a silných čelistí (rod Paranthropus), zatímco jiní upřednostnili větší mozek (rod Homo).
Dosud málo poznané jsou vztahy východoafrických a jihoafrických druhů. Nálezy jsou oddělené rozsáhlým územím, které je prakticky neprozkoumané a bez nálezů. Problematické je rovněž datování jihoafrických lokalit. Lze předpokládat, že mezi jižní a východní Afrikou docházelo k poměrně intenzivním přesunům a vzájemnému ovlivňování fauny (včetně hominidů), to je ale zatím těžké vysledovat.
Jasná není ani spojitost s prvními zástupci rodu Homo, ačkoliv se obecně předpokládá, že lidé vzešli z australopitéků. Dosud nebylo vyřešeno na který ze známých druhů (pokud vůbec na nějaký) první lidé navazují, s jistotou lze vyloučit jen paranthropy. Každá z linií mohla svébytným způsobem rozvíjet typicky lidské znaky (reorganizace a růst mozku, změny na zubech, zlepšování bipedie, opouštění stromového patra, výroba a užívání nástrojů), ale jen jedna z nich tyto kroky dokončila a byla na cestě k člověku úspěšná. Časné formy rodu Homo lze ovšem jen obtížně odlišit od mladších zástupců australopitéků, oba rody navíc žily déle než 1 milion let (v době před 2,8 – 1,3 miliony let) souběžně vedle sebe.
Rovněž není jasné, proč australopitékové vyhynuli. Na známých lokalitách jsou výrazně hojnější než současně žijící zástupci rodu Homo a navíc se předpokládá, že byli potravními generalisty, což by jim mělo poskytovat vysoké šance k přežití nepříznivých období. Snad došlo k prohloubení klimatických změn, úbytku vlhkých míst a vodních zdrojů, ale i záložních zdrojů potravy, s jejichž pomocí australopitékové překlenovali suchá období. Důvodem však mohla být i neschopnost konkurovat prasatům, opicím či mladším formám rodu Homo (především Homo erectus), využívajícím stejné potravní zdroje. Homo erectus například mohl díky lepší schopnosti plánování záměrně stopovat budoucí kořist a nespoléhat jen na náhodné nálezy nebo dokázal díky kamenným nástrojům rozbít zvířecí kosti a využít morek, nejen zbytky masa zanechané šelmami. Takové hypotézy však dosud nelze ověřit.

## Druhy australopitéka

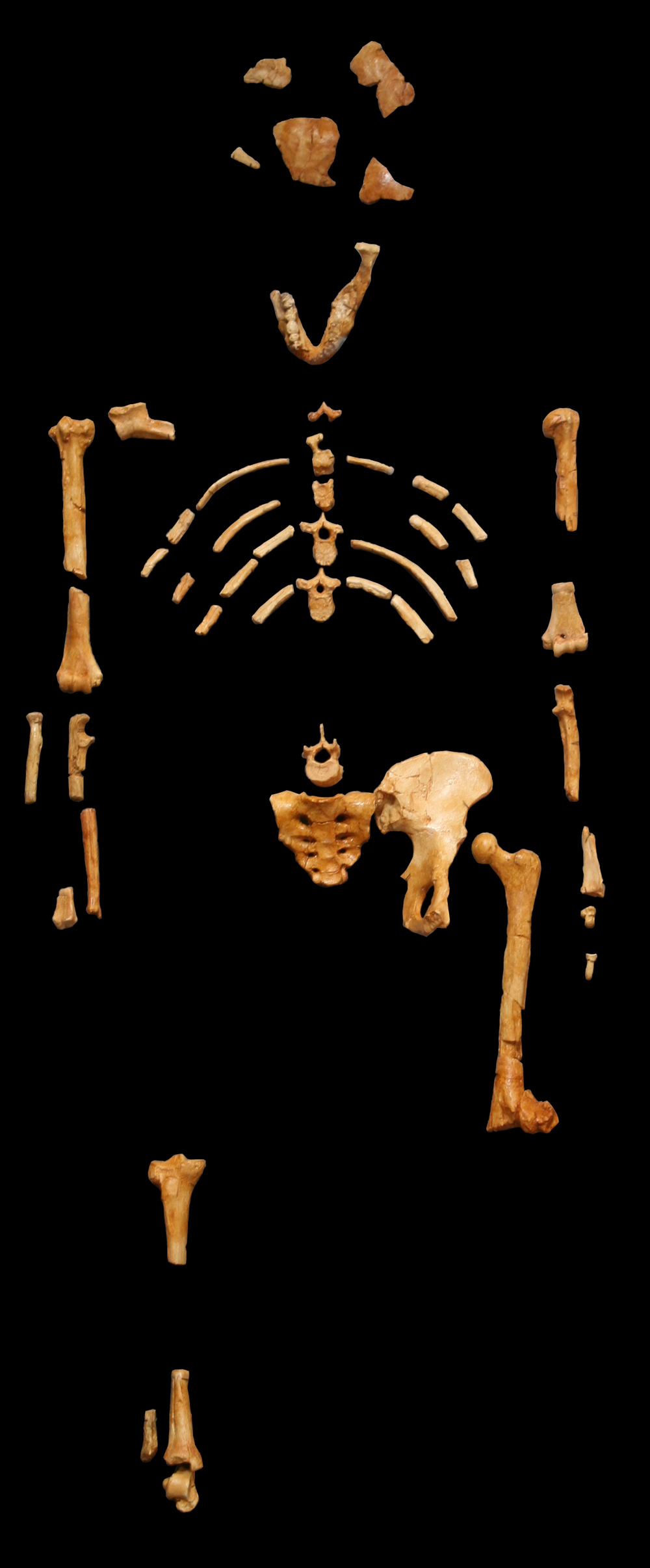
Ostatky samice Lucy (A. afarensis)

### Anamensis
Australopitheacus anamensis je nejstarším známým australopitékem. Žil na území dnešních států Etiopie a Keňa asi před 4,2 - 3,9 miliony let. Obýval pestrou mozaikovitou krajinu, patrně s dostatkem lesních porostů. Vyhledával převážně rostlinnou stravu. Předpokládá se, že je přímým předchůdcem druhu Australopithecus afarensis a snad i předkem všech mladších australopitéků.

### Afarensis
Australopithecus afarensis žil před 3,8 až 2,9 milionu let. Díky početným nálezům z Tanzanie, Keni a Etiopie (na 500 vzorků z více než 100 jedinců) je jedním z nejlépe poznaných australopitéků. Obýval širší spektrum biotopů, kde využíval různorodé potravní zdroje převážně rostlinného původu. Může být předkem rodu Homo i robustních australopitéků, jejich vzájemný vztah je však dosud nejistý. Do druhu Australopithecus afarensis někteří badatelé řadí i ostatky, jinými vyčleňované do samostatných druhů Australopithecus bahrelghazali a Kenyanthropus platyops.

### Africanus
Australopithecus africanus žil před 2 až 3 miliony let na území dnešní Jihoafrické republiky. Je velmi dobře doložen hojnými nálezy z tamních krasových jeskyní. Není jasné, zda patří mezi předchůdce člověka a nebo zda se jedná o slepou vývojovou větev. Oproti východoafrickým australopitékům byl lépe přizpůsoben lesnatému prostředí, obživu však získával i v okolní savaně.

### Garhi
Australopithecus garhi žil zhruba před 2,5 miliony let na břehu mělkého jezera na středním toku řeky Awaš v dnešní Etiopii. Tento velmi málo poznaný australopiték měl patrně již delší dolní končetiny. Kromě ostatků hominidů byly zachyceny i stejně staré kosti turovitých a koní Hipparion s rýhami a stopami úderů kamenem na povrchu. Ačkoliv není možné jednoznačně prokázat, že toto poškození způsobili zástupci druhu A. garhi, souvislost je velmi pravděpodobná.

### Sediba
Australopithecus sediba žil jako jeden z nejmladších australopitéků před 2 miliony let v jižní Africe, v okolí jeskyně Malapa. Zde byly zachyceny unikátně dochované kostry, představující jedince dobře přizpůsobené ke šplhání v korunách stromů, ale zároveň s velmi moderně utvářenou pánví, která ukazuje na běžně užívanou bipedii. Tento druh již nese překvapivě velké množství znaků, typických pro rod Homo.

### Bahrelghazali
Australopithecus bahrelghazali byl zachycen v Čadu a je dosud jediným australopitékem, nalezeným západně od Velké příkopové propadliny. Před 3 miliony let zde obýval nezvykle otevřený ekosystém bez výraznějších stromových porostů.

### Deyiremeda
Australopithecus deyiremeda byl současníkem druhu Australopithecus afarensis - žil před 3,3 až 3,5 miliony let v Etiopii. Zatím je znám jen z několika zlomků čelistí, jejichž utváření se nápadně blíží člověku a druhu Kenyanthropus platyops.

### Aethiopicus
Australopithecus (Paranthropus) aethiopicus je nejstarším prokazatelným zástupcem robustních australopitéků. Žil před 2,3 až 2,7 miliony let ve východní Africe, na území dnešní Keni, Etiopie a Tanzanie. Představuje patrně spojnici mezi druhem Australopithecus afarensis a mladšími paranthropy (A. robustus, A. boisei). Obýval ještě poměrně zalesněné prostory, stále více již ale pronikal do otevřené krajiny, kde nacházel značnou část své potravy.

### Robustus
Australopithecus (Paranthropus) robustus je známý z jihoafických krasových jeskyní v Kolébce lidstva, jejichž okolí obýval před 1,5 až 2 miliony let. Zde se často stával kořistí masožravých šelem. Žil v otevřené krajině, tvořené převážně travnatými pláněmi, jen s občasnými skupinkami stromů a keřů. Jeho strava byla patrně výrazně variabilní a měnila se podle aktuálně dostupných zdrojů.

### Boisei
Australopithecus (Paranthropus) boisei jako nejmladší australopiték žil před 1,3 až 2,3 miliony let ve východní Africe (Etiopie, Keňa, Tanzanie, Malawi). Je nejodvozenějším druhem paranthropů a jeho lebka i čelisti jsou mohutnější než u ostatních druhů. Zdá se, že vyhledával vlhká místa při březích řek a jezer, kde se mohl živit oddenky šáchorovitých rostlin.